# Клаус Геєр
Клаус Геєр (норв. Claus Høyer, 17 березня 1891 — 2 листопада 1964) — норвезький академічний веслувальник.
Бронзовий призер Олімпійських Ігор 1912 року в складі розпашної четвірки зі стерновим з внутрішніми кочетами.